# Сотницынский сельский округ
Сотницы́нский се́льский о́круг — административно-территориальная единица на территории Сасовского района Рязанской области.
Административный центр — посёлок Сотницыно.

## История
Законом Рязанской области от 07.10.2004 № 96-ОЗ на территории сельского округа было образовано муниципальное образование — Сотницынское сельское поселение с сохранением административного центра в посёлке Сотницыно.

## Административное устройство
В состав Сотницынского сельского округа входят 3 населённых пункта:
1. п. Сотницыно — административный центр
2. с. Верхнее Мальцево
3. п. Декабристы.